# Пјовера
Пјовера (итал. Piovera) је насеље у Италији у округу Алесандрија, региону Пијемонт.
Према процени из 2011. у насељу је живело 767 становника. Насеље се налази на надморској висини од 87 м.

## Становништво
| 1931. | 1936. | 1951. | 1961. | 1971. | 1981. | 1991. | 2001. | 2011. |
| ----- | ----- | ----- | ----- | ----- | ----- | ----- | ----- | ----- |
| 1.087 | 1.096 | 1.025 | 960   | 837   | 722   | 718   | 736   | 830   |